# Upper Mangatāwhiri Reservoir
Das Upper Mangatāwhiri Reservoir ist ein Stausee in der Region Waikato auf der Nordinsel von Neuseeland.

## Geographie
Der Stausee, der der Trinkwasserversorgung des Großraums Auckland dient, befindet sich in der Berglandschaft der Hunua Ranges, rund 11,5 km der Ostküste des Waikato District, rund 24,5 km ostnordöstlich von Pukekohe und rund 16 km östlich von Papakura. Der See, der eine Fläche von rund 1,36 km² umfasst und über einen großen nach Osten abgehenden Seitenarm verfügt, erstreckt sich über eine Länge von rund 2,5 km in Nord-Süd-Richtung und misst an seiner breitesten Stelle rund 480 m in Ost-West-Richtung. Der Stausee speichert ein maximales Wasservolumen von rund 16,55 Millionen Kubikmeter und besitzt ein Wassereinzugsgebiet, das rund 25,8 km² umfasst.
Gespeist wird der See von zahlreichen Streams und vom Mangatāwhiri River, der auch den See nach Süden hin entwässert.
Rund 1,1 km westlich ist das Wairoa Reservoir zu finden und rund 2,8 km ostsüdöstlich erstreckt sich das Mangatangi Reservoir nach Süden.

## Staumauer
Die Staumauer, die sich am südlichen Endes des Stausees befindet, ist als Gewichtsstaumauer ausgeführt. Sie besitzt eine Höhe von 35,4 m und wurde 1965 fertiggestellt. Die Kronenlänge beträgt 494 m. Insgesamt wurde ein Volumen von 1.179 Millionen unterschiedlichen Materials verbaut, um das Bauwerk zu errichten.